# Chicoasén
Chicoasén är en kommun i Mexiko.   Den ligger i delstaten Chiapas, i den sydöstra delen av landet, 700 km öster om huvudstaden Mexico City. Antalet invånare är 5 018.
Följande samhällen finns i Chicoasén:
- Las Pilas
- CM 31-E
- Zoquipak
- El Ocote
- La Represa
- Monte Grande